# Triel-sur-Seine
Triel-sur-Seine és un municipi francès, situat al departament d'Yvelines i a la regió de Illa de França. L'any 2007 tenia 11.957 habitants.
Forma part del cantó de Verneuil-sur-Seine, del districte de Saint-Germain-en-Laye i de la Comunitat urbana Grand Paris Seine et Oise.

## Demografia

### Població
El 2007 la població de fet de Triel-sur-Seine era d'11.957 persones. Hi havia 4.399 famílies, de les quals 1.052 eren unipersonals (467 homes vivint sols i 585 dones vivint soles), 1.121 parelles sense fills, 1.929 parelles amb fills i 297 famílies monoparentals amb fills.
La població ha evolucionat segons el següent gràfic:
Habitants censats

### Habitatges
El 2007 hi havia 4.798 habitatges, 4.493 eren l'habitatge principal de la família, 80 eren segones residències i 225 estaven desocupats. 3.429 eren cases i 1.312 eren apartaments. Dels 4.493 habitatges principals, 3.361 estaven ocupats pels seus propietaris, 1.006 estaven llogats i ocupats pels llogaters i 126 estaven cedits a títol gratuït; 262 tenien una cambra, 419 en tenien dues, 656 en tenien tres, 992 en tenien quatre i 2.164 en tenien cinc o més. 3.654 habitatges disposaven pel capbaix d'una plaça de pàrquing. A 1.994 habitatges hi havia un automòbil i a 2.171 n'hi havia dos o més.

### Piràmide de població
La piràmide de població per edats i sexe el 2009 era:
| Homes | Edats   | Dones |
| ----- | ------- | ----- |
| 4     | 95 o +  | 28    |
| 8     | 90 a 94 | 32    |
| 36    | 85 a 89 | 88    |
| 48    | 80 a 84 | 44    |
| 108   | 75 a 79 | 144   |
| 132   | 70 a 74 | 200   |
| 204   | 65 a 69 | 188   |
| 220   | 60 a 64 | 208   |
| 292   | 55 a 59 | 252   |
| 460   | 50 a 54 | 420   |
| 464   | 45 a 49 | 476   |
| 488   | 40 a 44 | 476   |
| 408   | 35 a 39 | 416   |
| 404   | 30 a 34 | 444   |
| 312   | 25 a 29 | 372   |
| 316   | 20 a 24 | 272   |
| 384   | 15 a 19 | 392   |
| 440   | 10 a 14 | 408   |
| 392   | 5 a 9   | 452   |
| 368   | 0 a 4   | 336   |

## Economia
El 2007 la població en edat de treballar era de 8.054 persones, 6.070 eren actives i 1.984 eren inactives. De les 6.070 persones actives 5.659 estaven ocupades (2.980 homes i 2.679 dones) i 411 estaven aturades (202 homes i 209 dones). De les 1.984 persones inactives 577 estaven jubilades, 864 estaven estudiant i 543 estaven classificades com a «altres inactius».

### Ingressos
El 2009 a Triel-sur-Seine hi havia 4.409 unitats fiscals que integraven 11.972,5 persones, la mediana anual d'ingressos fiscals per persona era de 26.430 €.

### Activitats econòmiques
Dels 470 establiments que hi havia el 2007, 8 eren d'empreses extractives, 8 d'empreses alimentàries, 5 d'empreses de fabricació de material elèctric, 16 d'empreses de fabricació d'altres productes industrials, 63 d'empreses de construcció, 83 d'empreses de comerç i reparació d'automòbils, 25 d'empreses de transport, 26 d'empreses d'hostatgeria i restauració, 24 d'empreses d'informació i comunicació, 18 d'empreses financeres, 29 d'empreses immobiliàries, 77 d'empreses de serveis, 55 d'entitats de l'administració pública i 33 d'empreses classificades com a «altres activitats de serveis».
Dels 125 establiments de servei als particulars que hi havia el 2009, 1 era una oficina d'administració d'Hisenda pública, 1 gendarmeria, 1 oficina de correu, 7 oficines bancàries, 2 funeràries, 9 tallers de reparació d'automòbils i de material agrícola, 1 taller d'inspecció tècnica de vehicles, 1 autoescola, 10 paletes, 8 guixaires pintors, 8 fusteries, 11 lampisteries, 12 electricistes, 7 empreses de construcció, 10 perruqueries, 1 veterinari, 15 restaurants, 14 agències immobiliàries, 2 tintoreries i 4 salons de bellesa.
Dels 23 establiments comercials que hi havia el 2009, 1 era un hipermercat, 1 una gran superfície de material de bricolatge, 2 botiges de menys de 120 m², 5 fleques, 2 carnisseries, 2 llibreries, 4 botigues de roba, 1 una botiga de roba, 2 botigues d'electrodomèstics i 3 floristeries.
L'any 2000 a Triel-sur-Seine hi havia 6 explotacions agrícoles.

## Equipaments sanitaris i escolars
El 2009 hi havia 4 farmàcies i 1 ambulància.
El 2009 hi havia 4 escoles maternals i 5 escoles elementals. Triel-sur-Seine disposava d'un col·legi d'educació secundària amb 683 alumnes.

## Poblacions més properes
El següent diagrama mostra les poblacions més properes.